# 진실한 사랑
《진실한 사랑》(포르투갈어: A Vida da Gente 아 비다 라 젠치[*])은 2011년 방영된 브라질의 텔레노벨라이다.